# Françoise de Maridor
Françoise de Maridor, femme de Charles de Chambes, fut dame d'honneur de Catherine de Médicis. Elle naît au château de la Freslonnière vers 1558 et meurt le 29 septembre 1620,.
Sous la plume d'Alexandre Dumas, elle devient « Diane de Méridor » dans deux de ses romans de la trilogie des Valois, La Dame de Monsoreau et Les Quarante-Cinq.

## Biographie
Fille d'Olivier de Maridor sire de Vaux-en-Belin, Saint-Ouen (-en-Belin ; ou -en-Champagne ?), La Freslonnière et Château-Sénéchal, et d'Anne fille de Jacques Ier Goyon de Matignon. Elle épouse lors de son premier mariage en 1574 Jean de Couesmes, seigneur de Lucé, un des plus riches seigneurs du Maine. Il meurt face aux Huguenots, lors du siège de Lusignan en décembre 1574 ou janvier 1575.  
Alors veuve, elle est courtisée par Charles de La Rochefoucauld-Randan (neveu de François III de La Rochefoucauld) et Jean III ou II de Beaumanoir-Lavardin, qui finissent par se battre pour elle (en mai 1575, Beaumanoir tue Randan dans un duel et se réfugie chez Henri de Navarre en Gascogne). Elle se remarie finalement le 10 janvier 1576 avec Charles de Chambes, comte de Montsoreau, chambellan et grand-veneur du duc d'Alençon et d'Anjou. 
Elle fut dame d'honneur de la reine-mère Catherine de Médicis entre 1576 et 1578.
Elle donne naissance à quatre filles et deux fils :
- René de Chambes (vers 1587-1649)
- Charles de Chambes (1594-1640)
- Marguerite de Chambes (vers 1590-1634)
- Françoise de Chambes
- Françoise de Chambes
- Suzanne de Chambes (1600-1625)

## La Dame de Monsoreau
Le roman historique La Dame de Monsoreau, second volet de la trilogie dite des Valois, suit La Reine Margot et précède Les Quarante-cinq. Alexandre Dumas se base pour son récit sur des faits historiques, qu'il modifie pour enrichir son roman. De par la mort du comte de Monsoreau à la fin du roman dans l'oeuvre suivante, Les Quarante-Cinq, le personnage de Diane de Méridor devient purement romanesque, tout entier consacré à une vengeance imaginaire contre François d'Anjou, complice du comte de Monsoreau.  
Dans l’œuvre, le personnage constitue le centre de l'intrigue du roman. Elle y est amie puis maîtresse de Bussy d'Amboise, gentilhomme du duc d'Anjou. Quand Monsoreau menace le duc d'Anjou qu'il croit être l'amant de sa femme, celui-ci dément et le lui prouve en lui proposant de tendre un piège à Bussy et à Diane dans lequel ils vont tous les deux tomber. Monsoreau force sa femme à inviter Bussy à un rendez-vous nocturne pour lui permettre de l'assassiner. Dans le roman de Dumas, les deux hommes sont tués au cours de cet affrontement, alors qu'historiquement Charles triomphe et décède plus de quarante ans après en 1621. Alexandre Dumas imagine également la dame de Monsoreau comme une amie d'enfance de Jeanne de Cossé-Brissac.